# Nemo plus iuris ad alium transferre potest quam ipse haberet
Nemo plus iuris ad alium transferre potest quam ipse haberet is een Latijns juridisch adagium dat betekent dat niemand meer rechten kan overdragen dan hij of zij er zelf heeft.

## België

### Regel
In het kooprecht is de verkoop van eens anders zaak nietig (art. 1599 oud BW). De verkoop van andermans goed kan schadevergoeding opleveren, wanneer de koper niet geweten heeft dat de zaak aan een ander toebehoorde.
In het beslagrecht doet de toewijzing na de openbare verkoping op de koper geen andere rechten op de eigendom overgaan dan die welke aan de beslagene toebehoren (art. 1599 Ger.W.).
In het goederenrecht kan een erfdienstbaarheid (art. 3.117, tweede lid BW), een recht van vruchtgebruik (art. 3.140 BW), een erfpachtrecht (art. 3.168 BW) of een opstalrecht (art. 3.178 BW) worden gevestigd door de eigenaar of door elke titularis van een zakelijk gebruiksrecht binnen de grenzen van zijn recht.

### Uitzonderingen
Er bestaan diverse uitzonderingen op het nemo plus-beginsel, bijvoorbeeld in het goederenrecht.
Zo kan bijvoorbeeld een vruchtgebruiker op het bezwaard goed gebruiksrechten aan derden toestaan. Als het vruchtgebruik ten einde komt omdat de vruchtgebruiker ophoudt te bestaan, zal het lopende gebruiksrecht onder bezwarende titel echter niet onmiddellijk uitdoven, maar nog voortduren voor zijn resterende duurtijd en maximaal voor drie jaar (art. 3.145, tweede lid BW).
Hoewel de verkoop van andermans goed in principe nietig is (art. 1599 oud BW), moet dit worden genuanceerd. De akten houdende eigendomsoverdracht van onroerende goederen moeten immers worden overgeschreven op het bevoegde kantoor van de Algemene Administratie van de Patrimoniumdocumentatie (AAPD; art. 3.30, §1, 1° BW). Zolang deze overschrijving niet plaatsvindt, kan men zich niet op de verkoopakte beroepen ten aanzien van derden te goeder trouw die een concurrent recht op het onroerend goed hebben (art. 3.30, §2, eerste lid BW). De goede trouw wordt vermoed (art. 1.9, eerste lid BW).
Voorbeelden:
- A verkoopt tweemaal zijn woning, te weten aan B op dag 1 en aan C op dag 2. C laat zijn aankoopakte eerder overschrijven dan B. Bijgevolg kan B zich tegenover C niet meer beroepen op zijn eigen aankoopakte, ookal dateert die van vóór de aankoopakte van C.
- A staat op dag 1 een hypotheek toe op zijn woning aan bank B en verkoopt zijn woning op dag 2 aan C. Laat B zijn hypotheek inschrijven vooraleer C zijn aankoopakte laat overschrijven, dan is de hypotheek van B tegenwerpelijk aan C. Laat C zijn aankoopakte overschrijven vooraleer B zijn hypotheek laat inschrijven, dan is de hypotheek van B niet tegenwerpelijk aan C.